# 再増殖
再増殖（さいぞうしょく、英: Repopulation）は、人間または特定の種の生物が殆ど絶滅した後に、その数が再び増加する現象。

## 生物
絶滅の危機に瀕した後に再増殖した生物の例は、ロードハウナナフシがある。

## 人間
壊滅的な出来事の後の人類の再増殖は、架空の文学だけでなく、伝統的な文学の特徴としてしばしば見られる仮説的な概念である。このシナリオでは、通常、人は何らかの災害の後の生存者である2人の男女しかいない。地球上の最後の2人であるこのカップルは生殖し、その後、カップルの子孫はある程度の時間が経過するまで、互いの間で生殖する。